# 1975-ös Le Mans-i 24 órás verseny
A 43. Le Mans-i 24 órás versenyt 1975. június 14. és június 15. között rendezték meg.

## Végeredmény
|    | Kategória | #  | Csapat                                   | Versenyzők                                                      | Modell                    | Motor                     | Körök |
| -- | --------- | -- | ---------------------------------------- | --------------------------------------------------------------- | ------------------------- | ------------------------- | ----- |
| 1  | S 3.0     | 11 | Gulf Research Racing Co.                 | Derek Bell Jacky Ickx                                           | Mirage GR8                | Ford Cosworth DFV 3.0L V8 | 336   |
| 2  | S 3.0     | 5  | Gitanes Automobiles Ligier               | Jean-Louis Lafosse Guy Chasseuil                                | Ligier JS2                | Ford Cosworth DFV 3.0L V8 | 335   |
| 3  | S 3.0     | 10 | Gulf Research Racing Co.                 | Vern Schuppan Jean-Pierre Jaussaud                              | Mirage GR8                | Ford Cosworth DFV 3.0L V8 | 330   |
| 4  | S 3.0     | 15 | Ovoro Joest Racing                       | Reinhold Joest Mario Casoni Jürgen Barth                        | Porsche 908/3             | Porsche 3.0L Flat-8       | 325   |
| 5  | GT        | 58 | Gelo Racing Team                         | John Fitzpatrick Gijs van Lennep Manfred Schurti Toine Hezemans | Porsche 911 Carrera RSR   | Porsche 3.0L Flat-6       | 315   |
| 6  | GT        | 69 | "Beurlys"                                | Jean Blaton Nick Faure John Cooper                              | Porsche 911 Carrera RSR   | Porsche 3.0L Flat-6       | 311   |
| 7  | GT        | 53 | ASA Cachia Bondy                         | Jacques Borras Pascal Moisson Henri Cachia                      | Porsche 911 Carrera RSR   | Porsche 3.0L Flat-6       | 309   |
| 8  | GT        | 55 | Écurie Robert Buchet                     | Claude Ballot-Léna Jacques Bienvenue                            | Porsche 911 Carrera RSR   | Porsche 3.0L Flat-6       | 304   |
| 9  | GT        | 65 | Jägermeister Kremer Racing               | Billy Sprowls Juan Carlos Bolanos Andres Contreras              | Porsche 911 Carrera RSR   | Porsche 3.0L Flat-6       | 304   |
| 10 | GT Ser.   | 84 | Gerhard Maurer                           | Gerhard Maurer Christian Beez Eugen Strähl                      | Porsche 911 Carrera RS    | Porsche 3.0L Flat-6       | 295   |
| 11 | GT Ser.   | 67 | Anny-Charlotte Verney                    | Anny-Charlotte Verney Yvotte Fontaine Corinne Tarnaud           | Porsche 911 Carrera RS    | Porsche 3.0L Flat-6       | 294   |
| 12 | GT        | 47 | Ecurie Francorchamps                     | Jean-Claude Andruet Teddy Pilette Hughes de Fierlandt           | Ferrari 365 GTB/4         | Ferrari 4.4L V12          | 293   |
| 13 | GT        | 48 | Marcel Mignot                            | Marcel Mignot Harry Jones Philippe Gurdjian                     | Ferrari 365 GTB/4         | Ferrari 4.4L V12          | 293   |
| 14 | S 3.0     | 4  | Alain de Cadenet                         | Alain de Cadenet Chris Craft                                    | De Cadenet-Lola T380      | Ford Cosworth DFV 3.0L V8 | 291   |
| 15 | GTX       | 20 | Porsche Club Romand                      | Bernard Béguin Peter Zbinden Claude Haldi                       | Porsche 911 Carrera Turbo | Porsche 3.0L Turbo Flat-6 | 291   |
| 16 | GT        | 43 | Team Claude Dubois Ecuador Marlboro Team | Pierre Rubens Paolo Bozzetto                                    | De Tomaso Pantera         | Ford 5.8L V8              | 290   |
| 17 | Gt Ser.   | 77 | Philippe Dagoreau                        | Thierry Sabine Philippe Dagoreau Jean-Pierre Aeschlimann        | Porsche 911 Carrera RS    | Porsche 3.0L Flat-6       |       |
| 18 | GT Ser.   | 80 | X Racing                                 | Raymond Touroul Philippe Hesnault                               | Porsche 911 Carrera RS    | Porsche 3.0L Flat-6       | 284   |
| 19 | GT Ser.   | 63 | Porsche Club Romand                      | Jean-Claude Bering Klaus Utz Horst Godel                        | Porsche 911 Carrera RS    | Porsche 3.0L Flat-6       | 283   |
| 20 | GT Ser.   | 87 | X Racing                                 | René Boubet Philippe Demagne                                    | Porsche 911S              | Porsche 2.6L Flat-6       | 283   |
| 21 | S 2.0     | 35 | Société Esso                             | Christine Dacremont Michèle Mouton Marianne Hoepfner            | Moynet LM75               | ROC-Simca 2.0L I4         | 269   |
| 22 | S 2.0     | 30 | Jean-Marie Lemerle                       | Jean-Marie Lemerle Patrick Daire Alain Levié                    | Lola T292                 | ROC-Simca 2.0L I4         | 265   |
| 23 | GT        | 61 | Écurie Armagnac Bogorre                  | Christian Bussi Patrick Metral                                  | Porsche 911 Carrera RSR   | Porsche 3.0L Flat-6       | 265   |
| 24 | S 2.0     | 28 | Société ROC                              | François Sérvanin Jacques Henry Albert Dufrène                  | Lola T294                 | ROC-Simca 2.0L I4         | 257   |
| 25 | GT        | 71 | Joël Laplacette                          | Claude Pigeon Joël Laplacette Alain Leroux                      | Porsche 911 Carrera RS    | Porsche 2.7L Flat-6       | 257   |
| 26 | GT        | 72 | André Haller                             | Hans Schuller André Haller Benoit Maechler                      | Datsun 240Z               | Datsun 2.4L I6            | 253   |
| 27 | T         | 91 | Heiddeger Racing Team                    | Daniel Brillat Giancarlo Gagliardi Michel Degoumois             | BMW 2002Ti                | BMW 2.0L I4               | 251   |
| 28 | GT        | 50 | Louis Meznarie                           | Hubert Striebig Helmut Kirschoffer Pierre Mauroy                | Porsche 911 Carrera RSR   | Porsche 3.0L Flat-6       | 242   |
| 29 | S 2.0     | 38 | Rays Racing                              | Nigel Clarkson Derek Worthington                                | Lola T292                 | Ford Cosworth BDG 2.0L I4 | 240   |
| 30 | S 2.0     | 23 | Madison Racing Team                      | Richard Knight Mike Knight Christian Mons                       | March 75S                 | Ford Cosworth 2.0L I4     | 217   |

## Kizárva
|    | Kategória | #  | Csapat                         | Versenyzők               | Modell                  | Motor               | Körök |
| -- | --------- | -- | ------------------------------ | ------------------------ | ----------------------- | ------------------- | ----- |
| 31 | GT Ser.   | 78 | Écurie Bouchet - Cyril Grandet | Bob Wollek Cyril Grandet | Porsche 911 Carrera RSR | Porsche 3.0L Flat-6 | 293   |

## Nem ért célba
|    | Kategória | #  | Csapat                     | Versenyzők                                                          | Modell                  | Motor                     | Körök |
| -- | --------- | -- | -------------------------- | ------------------------------------------------------------------- | ----------------------- | ------------------------- | ----- |
| 32 | S 2.0     | 27 | Société ROC                | Laurent Ferrier Xavier Lapeyre Christian Ethuin                     | Lola T294               | ROC-Simca 2.0L I4         |       |
| 33 | S 2.0     | 29 | Société ROC                | Pierre-Marie Painvin Franz Hummel                                   | Lola T292               | ROC-Simca 2.0L I4         |       |
| 34 | S 3.0     | 3  | Christian Poirot           | Christian Poirot Gérard Cuynet Guillermo Ortega Jean-Claude Lagniez | Porsche 908/2           | Porsche 3.0L Flat-8       |       |
| 35 | GT        | 59 | Gelo Racing Team           | Tim Schenken Howden Ganley                                          | Porsche 911 Carrera RSR | Porsche 3.0L Flat-6       |       |
| 36 | S 3.0     | 1  | Wicky Racing Team          | Max Cohen-Olivar Philippe Coran Joël Brachet                        | Porsche 908/2           | Porsche 3.0L Flat-8       |       |
| 37 | S 3.0     | 6  | Gitanes Automobiles Ligier | Henri Pescarolo François Migault                                    | Ligier JS2              | Ford Cosworth DFV 3.0L V8 |       |
| 38 | GT        | 52 | Écurie du Nord             | William Vollery Roger Dorchy Eric Chapuis                           | Porsche 911 Carrera RSR | Porsche 3.0L Flat-6       |       |
| 39 | T         | 98 | Auto Mazda Claude Bouchet  | Claude Bouchet Jean Rondeau                                         | Mazda RX-3              | Mazda 12A 1.2L 2-Rotor    |       |
| 40 | GT        | 57 | Ganto Racing               | John Rulon-Miller Tom Waugh Serge Godard                            | Porsche 911 Carrera RSR | Porsche 3.0L Flat-6       |       |
| 41 | GT        | 60 | Gelo Racing Team           | Toine Hezemans Manfred Schurti                                      | Porsche 911 Carrera RSR | Porsche 3.0L Flat-6       |       |
| 42 | GT        | 68 | Guy Verrier                | Guy Verrier Florian Vetsch Jean-Robert Corthay                      | Porsche 911 Carrera RS  | Porsche 3.0L Flat-6       |       |
| 43 | GT        | 7  | Beurlys International Auto | Pietro Polese "Willer"                                              | De Tomaso Pantera       | Ford 5.8L V8              |       |
| 44 | T         | 93 | Hervé Poulain              | Hervé Poulain Sam Posey Jean Guichet                                | BMW 3.0CSL              | BMW 3.5L I6               |       |
| 45 | S 2.0     | 26 | Elf Switzerland            | Marie-Claude Charmasson Lella Lombardi                              | Renault-Alpine A441     | Renault 2.0L V6           |       |
| 46 | S 3.0     | 18 | Sigma Automotive Co. Ltd.  | Fusida Hirosi Harakuni Takahashi                                    | Sigma MC75              | Toyota 2.3L Turbo I4      |       |
| 47 | GT        | 16 | Joest Racing / Tebernum    | Clemens Schickentanz Hartwig Bertrams                               | Porsche 911 Carrera RSR | Porsche 3.0L Flat-6       |       |
| 48 | GT        | 96 | Bonnemaison - Thiaw        | Lucien Nageotte Gérard Picard                                       | Porsche 911 Carrera RSR | Porsche 3.0L Flat-6       |       |
| 49 | T         | 95 | Shark Team                 | Jean-Claude Guérie Dominique Fornage                                | Ford Capri RS           | Ford 3.0L V6              |       |
| 50 | S 3.0     | 97 | Gitanes Automobiles Ligier | Jean-Pierre Beltoise Jean-Pierre Jarier                             | Ligier JS2              | Maserati 3.0L V6          |       |
| 51 | S 3.0     | 12 | Racing Team Schulthess     | Hervé Bayard Heinz Schulthess                                       | Lola T284               | Ford Cosworth DFV 3.0L V8 |       |
| 52 | S 2.0     | 40 | Philippe Mettetal          | Jean Ragnotti Michel Lateste                                        | Tecma 755               | Ford 1.8L I4              |       |
| 53 | GT Ser.   | 83 | Jean-Yves Gadal            | Jean-Yves Gadal "Ségolen"                                           | Porsche 911 Carrera RS  | Porsche 2.6L Flat-6       |       |
| 54 | T         | 90 | Jean-Claude Aubriet        | Jean-Claude Aubriet "Depnic"                                        | BMW 3.0CSL              | BMW 3.5L I6               |       |
| 55 | GT        | 42 | Henri Greder               | Henri Greder Alain Cudini                                           | Chevrolet Corvette      | Chevrolet 7.0L V8         |       |